# Fira de capons, aviram i motius nadalencs
La Fira de capons, aviram i motius nadalencs de Valls és el mercat de Nadal d'aquesta localitat. La ciutat de Valls celebra el penúltim cap de setmana abans del Nadal, tant dissabte com diumenge, durant el matí i la tarda, aquesta fira d'aviram viu. Si aquestes dues dates del calendari són anteriors al dia 12 de desembre, la fira es trasllada al següent cap de setmana. Aquesta mena de fires tenien lloc al voltant de la data del 21 de desembre, diada dedicada a sant Tomàs, i encara serveixen per proveir-se d'aviram viu destinat als àpats del Nadal. Deia l'escriptor mallorquí Miquel dels Sants Oliver (1864-1920) que aquesta fira "és sa finestra per on comencen a sortir ses primeres olors de sa cuina de Nadal". A Valls la plaça del Blat, quilòmetre zero del món casteller, acull l'aviram viu -capons, galls, galls dindis, pollastres, oques, ànecs- presentades dins les senalles i les gàbies, al costat dels carros que antigament portaven els pagesos i els criadors d'aviram per anar a vendre. També hi són alguns cavalls, rucs i mules, que els estiraven, al costat d'altre bestiar de granja. Un cop adqurit l'aviram, la fira ofereix un servei d'escorxador homologat que permet recollir l'au morta i plomada. De manera, paral·lela el carrer de la Cort i la plaça del Pati, epicentres del fet de passejar a Valls, acullen figures de pessebre, tions, verd, arbres, plantes de Nadal, vins, caves, mel, dolços de la festa i altres productes artesanals. A més, només dissabte al matí, el mercat de la fruita i de la verdura s'estén des de la plaça de l'Oli cap al carrer de la Carnisseria i la plaça de les Garrofes, mentre que el mercat de tracte i compravenda de cavalls i altres equins ocupa el Portal Nou.